# Rosa buschiana
Rosa buschiana es una especie de planta del género Rosa, de la familia Rosaceae.

## Taxonomía
Rosa buschiana fue descrita por Chrshan. en 1951.

## Distribución
Se encuentra en el territorio de Cáucaso septentrional y Transcaucasia.